# Biker Boyz
Biker Boyz (conocida como Carreras clandestinas en Hispanoamérica) es una película estadounidense de drama y acción de 2003 dirigida por Reggie Rock Bythewood y escrita por Bythewood y Craig Fernandez, basada en un artículo de New Times LA del mismo nombre de Michael Gougis. La película cuenta con un reparto que incluye a Laurence Fishburne, Derek Luke,  Meagan Good, Djimon Hounsou, Brendan Fehr, Rick Gonzalez, Larenz Tate, Terrence Howard, Orlando Jones, Salli Richardson y Kid Rock.
La película trata sobre un grupo de motociclistas underground y la intensa rivalidad entre un motociclista legendario y un joven prodigio de las carreras de motociclismo que ha formado su propia banda de motociclistas.
Biker Boyz fue estrenado el 31 de enero de 2003 en los Estados Unidos por DreamWorks Pictures.

## Argumento
En el mundo de las carreras callejeras underground de motociclismo, el invicto corredor conocido como Manuel "Smoke" Galloway (Laurence Fishburne) es el indiscutible "Rey de Cali". Pero el dominio de Smoke en el set está a punto de verse amenazado por un joven prodigio de las carreras de motos llamado Jaheel "Kid" Galloway (Derek Luke), quien está decidido a ganar la "corona" de Smoke y ganar el codiciado título. Kid dice que la diferencia entre hombres y muchachos son las lecciones que aprenden, y que su padre, Slick Will (Eriq La Salle), le enseñó mucho.
Kid, es un motociclista novato y "prospecto" del club de motociclistas, ha estado ayudando a su padre, Slick Will, mientras preparan la motocicleta de Smoke para una noche de carreras de velocidad. Un motociclista lanza un desafío a Smoke, quien acepta y comienza la carrera. En medio de la carrera, el otro motociclista sufre una falla hidráulica y gira fuera de control, enviando su motociclieta volando debajo de él hacia una fila de motocicletas estacionadas, una de las cuales se dirige directamente a Slick Will, arrojándolo a través de un escaparate y matándolo instantáneamente.
En el funeral de Slick Will, decenas de motociclistas de los "Caballeros Negros", para quienes el difunto Will era el mecánico, se presentan con Smoke, quien deja caer una rosa y una bandera firmada de los Caballeros Negros en su tumba. Seis meses después, Kid es ahora un corredor familiar con su propia motocicleta con motor personalizado. Su primera "carrera" es cuando interfiere en un peligroso desafío con Donny (Tyson Beckford).
Cuando Kid interrumpe la carrera, realiza varias acrobacias, sobre todo pararse encima de la motocicleta mientras aún está en movimiento. Gana la carrera y parece que a la multitud le gustan sus acrobacias, para gran descontento de Smoke. Kid exige competir con Smoke, pero este último dice que no tiene experiencia y que Kid debería adquirir experiencia primero.
Kid va a un restaurante donde conoce a Stuntman (Brendan Fehr), y se revela que los dos estaban apurados en la carrera anterior. Su compañero motociclista Primo (Rick Gonzalez) les dice que crearan un club de motociclismo; después de un poco de persuasión, están de acuerdo, y Kid se dirige al jurado de motociclistas que consta de 8 líderes de las bandas de motociclistas más poderosas, donde Smoke es el presidente. Se disculpa por su falta de respeto hacia Smoke y todos acuerdan verificar el club, llamándose así mismos "Biker Boyz".
Kid está listo para competir con Motherland (Djimon Hounsou) para demostrar su valía ante Smoke. Sin embargo, ha llegado tarde para "hacer una entrada" después de que Smoke ya ha vencido a su rival de toda la vida, Dogg (Kid Rock), quien está continuamente detrás del casco de Smoke. Kid es arrestado cuando compite con Motherland y el resto de los motociclistas logran escapar. La madre de Kid, Anita (Vanessa Bell Calloway) se enfrenta a él, amenazando con desalojar a Kid de su casa si vuelve a correr.
Una noche, en un baile de los Caballeros Negros, Kid es desafiado a competir con Dogg y acepta en un ataque de rabia. Habiendo escuchado, Anita encuentra a Smoke antes de la carrera y le exige que lo detenga. Enojado, Smoke se enfrenta a Anita y exige una razón por la que ella le dice que Kid es en realidad su hijo, no Slick Will.
Smoke detiene con éxito la carrera golpeando a Kid y robando sus llaves, pero esto solo conduce a una pelea entre los dos, de la cual Kid sale considerablemente peor que Smoke. Smoke luego le dice que él es su hijo, a lo que Kid enojado se va a casa y se enfrenta a Anita, quien confiesa que es la verdad. Enfurecido, Kid se va y se muda con su novia Tina (Meagan Good). Kid pronto decide volverse renegado y, después de ganar bastantes seguidores más para su club, anuncia que "vamos a ganar más tapas que cualquier otro equipo en el set y vamos a sacar a todos los del set" e indica que a partir de ese momento, "Biker Boyz establecieron sus propias reglas".
Los Biker Boyz tienen su propio lugar de reunión y comienzan a apresurarse en varias carreras, pero cuando Stuntman apresura con éxito al sobrino de un motociclista peligroso, él y Primo son emboscados en una fiesta. Kid viene al rescate, pero rápidamente es dominado cuando el líder del otro club le apunta con un arma; Smoke y algunos de los otros Caballeros Negros intervienen y convencen a los otros motociclistas de que se retiren. Smoke lleva a Kid adentro y se sienta para darle una conversación severa, pero Kid se cruza de hombros enojado. Agravado, Smoke finalmente acepta competir con Kid, con la condición de que quien pierda nunca volverá a correr; pero primero Kid tiene que competir con Dogg, esta vez en la pista.
En la pista de carreras, todos aparecen, incluidos los Caballeros Negros. En la carrera, Dogg y Kid corren hacia abajo, y Kid va a ganar, pero Dogg juega sucio y hace que se caiga; aunque Kid sobrevive, su motocicleta está destrozada. Más tarde ese día, Smoke habla con Kid y le informa que las autoridades van a cerrar la pista, debido a muchos choques, pero logró alquilar una granja local en las afueras de la ciudad para correr en ella. Kid acepta llegar al día siguiente.
Más tarde a esa noche, Kid, Primo y Stuntman intentan sin éxito arreglar la motocicleta de Kid hasta que la tripulación de Dogg llega para enfrentarlos, pero el mecánico de Dogg admite que el daño es demasiado severo para ser reparado a tiempo para la carrera. Dogg informa a Kid diciendo: "Solo hay 2 motocicletas tan fuertes y rápidas como la de Smoke: la tuya y la mía". Como ofrenda de paz, Dogg ofrece prestarle a Kid su motocicleta, pero solo si Kid le promete que vencerá a Smoke mañana.
El día de la carrera llegan tanto la tripulación de los Caballeros Negros como los Biker Boyz. Smoke quiere que sea una carrera justa, sin sistema de óxido nitroso, y Kid quiere que Tina comience la carrera. Smoke y Kid corren en una granja con campos abiertos. Con la meta a la vista, es obvio que Smoke ganará; sin embargo, lleno de emociones, decide reducir la velocidad y dejar que su hijo gane la carrera, convirtiéndose en el nuevo "Rey de Cali".
Kid le dice a Smoke que se cuelgue de su corona por un tiempo, y que vendrá a buscarla algún día. Luego se marcha, repitiendo su sentimiento de que la diferencia entre hombres y muchachos son las lecciones que aprenden, y que su padre le enseñó mucho.

## Reparto
- Laurence Fishburne como Manuel "Smoke" Galloway.
- Derek Luke como Jaleel "Kid" Galloway.
- Orlando Jones como Soul Train.
- Djimon Hounsou como Motherland.
- Nicholas Sheriff como Kidd Chaos.
- Lisa Bonet como Queenie.
- Brendan Fehr como Stuntman.
- Larenz Tate como Wood.
- Terrence Dashon Howard como Choo Choo.
- Kid Rock como Dogg.
- Rick Gonzalez como Primo.
- Meagan Good como Tina.
- Salli Richardson como 1/2 & 1/2.
- Vanessa Bell Calloway como Anita Galloway.
- Dante Basco como Philadelphia.
- Kadeem Hardison como TJ.
- Dion Basco como Flip.
- Tyson Beckford como Donny.
- Eriq La Salle como Slick Will.

## Motocicletas destacadas
- 1999 Suzuki Hayabusa GSX1300R (plata y magenta) de Manuel "Smoke" Galloway.
- 2001 Suzuki GSX-R 750 (amarillo y plata) de Jaleel "Kid" Galloway.
- 2000 Kawasaki Ninja ZX-12R (negro) de Dogg.
- 1999 Ducati 996S (rojo y plata) de Primo.
- 2000 Kawasaki Ninja ZX-12R (plata) de Kidd Chaos.
- 1998 Yamaha R1 (anaranjado) de Choo Choo.
- 2000 Yamaha R1 (plata) de Stuntman.
- 1999 Suzuki TL1000R de 1/2 & 1/2.
- 1982 Kawasaki KZ1000 de Soul Train.
- 2001 Honda CBR1100XX de Motherland.
- 1988 Campagna T-Rex de TJ.

## Diferencias
- Biker Boyz se basa libremente en Manuel "Pokey" Galloway, presidente de Valiant Riders of Pasadena, California.
- Laurence Fishburne, Derek Luke, Orlando Jones, Djimon Hounsou, Nicholas Sheriff, Lisa Bonet, Brendan Fehr, Larenz Tate, Terrence Howard, Kid Rock, Rick Gonzalez y Meagan Good son ávidos ciclistas en la vida real.
- El verdadero "Rey de Cali" hizo un cameo en la película, en la escena donde Kid se encuentra en una reunión con el set.
- Slick Will realmente no parpadea cuando la bicicleta lo golpea, como dice Soul Train.
- Los clubes de motociclistas reales estuvieron en el set como asesores técnicos y realizaron algunos de los trucos, acrobacias y carreras. Incluyen Valiant Riders, The Mighty Black Sabbath Motorcycle Club Nation, G-Zer Tribe, Ruff Ryders, Soul Brothers, Total Package, Chosen Few MC , Rare Breed, Brothers of the Sun, Sisters of the Sun, Deuces y Black Sabbath New Raza.
- Las chaquetas de los Biker Boyz se inspiraron en parte en Nexxunlimited Entertainment (como se muestra en los créditos finales).

## Banda sonora
Una banda sonora que contiene hip hop, rock y R&B fue lanzada el 23 de enero de 2003 por DreamWorks Records. Alcanzó el puesto número 98 en los mejores álbumes de R&B/Hip-Hop.
- 1. Ride - Redman ft. E3
- 2. Boom (The Crystal Method Remix) - P.O.D.
- 3. We Did It Again - Metallica, Ja Rule & Swizz Beatz
- 4. Don't Look Back - Papa Roach & N.E.R.D.
- 5. Ride Out - Swizz Beatz ft. Cassidy
- 6. Renegade - JR Ewing
- 7. Kalifornia - Mos Def
- 8. Tru Rider - Mowett & Loon
- 9. Get Up - Keyshia Cole
- 10. No Competition - Mystic
- 11. Big Business - Jadakiss ft. Ron Isley
- 12. Say Goodbye to Yesterday (Remix) - Non Phixion
- 13. Liliquoi Moon - Meshell Ndegeocello
- 14. Don't Look Down - David Ryan Harris
- 15. Biker Boyz - Slick Boyz ft. Mr. Murder
- 16. King in Me - David Ryan Harris

## Recepción

### Crítica
La película recibió críticas generalmente negativas. Rotten Tomatoes le da a la película una puntuación del 23% según las críticas de 91 críticos. El consenso del sitio dice: "Una pérdida de un buen elenco. Para una película sobre carreras de motocicletas, nunca se pone al día". Metacritic le da a la película una puntuación del 36% según las críticas de 27 críticos.

### Taquilla
La película recaudó un total mundial de $ 23,5 millones.

## Formato casero
La película fue lanzada en DVD y VHS el 10 de junio de 2003 en América del Norte y en DVD en el Reino Unido el 21 de agosto de 2004 y en España en octubre de 2003